# 稲葉凌一
稲葉 凌一（いなば りょういち、1967年8月15日 - ）は、日本の俳優、プロデューサーである。静岡県出身。

## 人物
- 映画、テレビドラマ、Vシネなど映像メインで幅広く活躍し、出演数は200本を超える。
- 重厚な悪役が多いが、近年はコミカルな役どころもこなし、主演から脇役まで幅広く演じる。
- 趣味は、ドライブ、オートバイ、ビンテージサングラスの収集。
- 特技は、剣術、ガンアクション、カースタント。

## 出演作品

### 映画
- いつの日かめぐりあう日まで（切通監督） - 刑事田中 役
- トウキョウ・リビング・デッド・アイドル（熊谷祐紀監督） - 日本ゾンビ狩猟協会会長 役
- アウトレイジ 最終章（北野武監督） - 花菱会花田側近 役
- 白兵奇襲隊コンバットキャッツ （石川二郎監督）
- 劇場版 屍囚獄（城定秀夫監督）
- L-エル- （下山天監督）
- JVX 柳生十兵衛VS伊賀忍者衆(2015年伊賀忍者映画祭 準グランプリ)（新里猛作監督） - 柳生十兵衛三厳 役
- DRAGON BLACK（石川二郎監督） - 関東蛇かつ会若頭 鹿取 役
- アイアンガール ULTIMATE WEAPON（藤原健一監督） - シャーク 役
- 表と裏（藤原健一監督）
- 買う妻（新里猛監督、新東宝） - 広瀬/隻眼の運転手/レポーター 役
- 温泉へ行こう（新田栄監督、新東宝） - 旅館の板長 役
- 暴行タクシー（新里猛監督、新東宝） - ジゴロの木島 役
- 踊るコンパニオン（新田栄監督、新日本映像） - 釣り人 役
- 裏窓の挑発（新東宝） - 探偵 工藤 役
- STACY（ギャガ） - ロメロ再殺部隊 田村 役
- 荒ぶる魂たち（三池崇史監督、大映）

### テレビドラマ
- 無頼派の孤独 水原弘物語（テレビ朝日） - 勝新太郎 役
- 理由（大林宜彦監督、WOWOW） - マンション管理組合役員 役
- 十三夜〜霊界からの招待状〜（KBS京都） - ラジオ局プロデューサー 役
- ヴァンパイア・シンドローム（KBS京都） - ヒロインの恋人 雑誌編集者 田端 役
- シバトラ（フジテレビ） - 横浜南署交通課課長 園田伸太郎 役
- モンスターペアレント（フジテレビ） - 弁護士 役
- 赤い糸（フジテレビ） - 八百屋の店主 役
- 眼球遊園 ラムズ・スクワッド（TBS） - 銃の売人 萩原 役
- センチネル - 渡辺警部補 役
- 特番 パニックフェイス王（TBS） - 暴力団幹部 役
- 特番 世紀の大事件 三菱銀行たてこもり事件（TBS） - 新田警部 役
- 爆報！THEフライデー(再現)（TBS） - 主演・河野博文 役
- 中居正広の金曜日のスマイルたちへ(再現)（TBS） - 刑事 役
- Mrサンデー(再現)（TBS） - 刑事 役
- スポーツ天国と地獄！(再現)（TBS） - 陸連役員 役
- 消えた天才(再現)（TBS） - 女子サッカー 監督 役
- 消えた天才(再現)（TBS） - 主演・瀬古利彦 役
- ゲス不倫妻とサレ夫 -REVENGE to the IMMORAL WIFE-（2022年4月16日、刺激ストロングチャンネル） - 探偵・神谷 役[1]

### Vシネマ
- 電脳大奥 （友松直之監督、新東宝）
- 疑惑の診察室（友松直之監督、カレス） - 美容整形外科医 田中 役
- パチプロ爆裂伝（友松直之監督、大映） - 組員 鈴木 役
- 扉を開ける人妻（田村孝之監督、カレス） - 主人公エミ子の夫 立花 役
- 覗かれた女教師（新里猛監督、カレス） - ヒロインと不倫関係にある教頭 役
- 野良犬（2002年、藤原健一監督、GPミュージアム） - 番頭 役
- サラリーマンパチンカー銀太郎（新里猛監督、大映） - テレビ司会者ジャッキー 役
- テクニカルファウル(韓国映画)（ボン・マンデ監督） - 刑事 役
- 父の妻は同級生（田村孝之監督、彩プロ） - 主人公の父親 成瀬 役
- 女子大生釘師 みゆき（2008年、田村孝之監督） - パチンコ店のオーナー
- 女闘牌伝（石川二郎監督、彩プロ） - 雀荘のマスター 上条 役
- 女闘牌伝3 対決・地獄のガン牌雀士（石川二郎監督、彩プロ） - 伝説の雀士 赤星 役
- 女闘牌伝4 雀妃（石川二郎監督、彩プロ） - 用心棒 赤嶺 役
- お天気キャスター彩（藤原健一監督、ミュージアム） - TV局プロデューサー 山崎 役
- お天気キャスター☆アイちゃん（田村孝之監督、彩プロ） - TV局局長 神野 役
- 牝刑事（樫原辰郎監督、TMC） - 伊達警部 役
- デコトラ・ギャル 奈美（城定秀夫監督、ミュージアム） - 伝説のトラック野郎 虎一郎 役
- デコトラ・ギャル 奈美3 〜爆走！薔薇愛怒編〜（城定秀夫監督） - 虎一郎 役
- デコトラ・ギャル 奈美4 〜感動！夜露死苦編〜（城定秀夫監督） - 虎一郎 役
- パチスロバトラー さくら（田村孝之監督） - 敵のボス 隆西 役
- 集中治療室（城定秀夫監督、ミュージアム） - 本山 役
- 燃えよカンフーガール（石川二郎監督、彩プロ） - 道明寺大和 役
- 新監禁逃亡3 幻夜（藤原健一監督） - 国会議員 井沢俊一郎 役
- 隠密くノ一列伝 敵中突破!伊賀女忍者（石川二郎監督） - 隊長 独眼の白狼 役
- ヤンキー・ゼロ（奥渉監督、彩プロ） - 面接官 役
- 賭博狂奏曲 カゲジ（奥渉監督、彩プロ） - シャーク鮫島 役
- 激アツ・パチンカー銀太郎（石川二郎監督） - パチプロ ド突きの虎 役
- 銀玉遊戯 パチンコクィーン七瀬シリーズ（石川二郎監督） - パチプロ神之名人 役
- アンアフェア（奥渉監督、彩プロ） - 捜査一課係長 郡司刑事 役
- CA物語（川野浩司監督、クロックワークス） - 教官 風祭杜夫 役
- 禁じられた旋律（友松直之監督、クロックワークス） - 捜査一課 郡司刑事 役
- ヤンキーDr（相羽誠聡監督、オールインエンタテインメント） - 高橋 役
- 雀魔（奥渉監督、彩プロ） - 支配人 元木 役
- ヤンキー家政婦 ミキ（藤原健一監督、オールインエンタテインメント） - 佐久間直樹 役
- 六本木ヤンキー戦争（小南敏也監督、オールインエンタテインメント） - 若頭 相沢 役
- 爆裂パチンコエンジェル（相羽誠聡監督、レニー） - 銀龍会首領 藤堂 役
- 女学園女子高生暴力教室 牝蜂の復習（小南敏也監督） - 教育委員会 理事長 役
- 銀玉銀子（奥渉監督、彩プロ） - パーラー社長 神野龍也 役
- 淫乱看護師（2008年）
- 小笠原一家（城定秀夫監督、レニー） - 小笠原洋次 役
- 三代目は女子高生（藤原健一監督、オールインエンタテインメント） - 藤堂孝三 役
- 割り切り（能登秀美監督、オールインエンタテインメント） - ディレクター 八幡 役
- 奴隷（能登秀美監督、オールインエンタテインメント） - 吾郎 役
- 雀魂（奥渉監督、彩プロ） - 呑んだくれ雀士 神野 役
- 最近、蝶々は…（友松直之監督、ベルリカントオ） - 高原 役
- 爆裂!パチンコエンジェル（2012年、相羽誠聡監督、竹書房） - 芸能プロダクション社長 役
- 女囚監獄 case真理亜（2012年、石川二郎監督、オールインエンタテインメント） - 所長 神野 役
- 殺し屋マリア（2014年、奥渉監督、彩プロ） - 元殺し屋 飯田直之 役
- 実録・女の犯罪II（2014年、貝原クリス監督、オールインエンタテインメント） - 遠山秀幸 役
- 尼寺（2014年）
- あまくちナイト（2015年、石川二郎監督、竹書房） - 部長 中松清 役
- エクスタシー刑事 特殊能力捜査官 冴子（2014年、奥渉監督、彩プロ） - 刑事部第6課課長 三井真人 役
- 特級派遣ヘルパー（2015年、奥渉監督、彩プロ） - 主治医 向井茂之 役
- 欲望の代償（2016年、石川二郎監督、オールインエンタテインメント）
- 闘牌の天使（2016年） - クロサキ組若頭 キリムラ
- さよなら家庭教師（2018年、川野ゴウシ監督） - 小林 役
- YOKOHAMA BLACK2（2018年）
- 組長への道 狼の逆襲1（2018年、貝原クリス監督、オールインエンタテインメント） - 農林水産大臣 北村 役
- CONNECT 覇者への道（2024年） - 東京 八王会猪俣組若頭 小山巌

### ラジオドラマ
- マネーロード - 藪崎守 役（ウェルツレコーズ）

### CM
- ファイザー
- ボシュロム
- 東芝

他

### ナレーション
- 『スペイン一家監禁事件』予告編

他

### 舞台
- 東京未来予想
- サナトリウムの春
- サナトリウムの春 小豆島公演